# Ecumênio
Ecumênio (em grego: Οικουμένιος, Επίσκοπος Τρίκκης; romaniz.: Œcumenius, que já se acreditou ter sido bispo de Trica na Tessália (atual Trícala, Grécia) por volta de 990, é o suposto autor de diversos comentários sobre livros do Novo Testamento. Porém, estudos mais recentes redataram o "Comentário sobre o Apocalipse" de Ecumênio para o início do século VII ou final do VI e localizaram-no na Ásia Menor.

## Obras
Manuscritos do século XI contém comentários sobre os Atos dos Apóstolos e sobre as epístolas católicas e paulinas, atribuídas desde o século XVI a Ecumênio. Os comentários sobre os Atos e as epístolas católicas são idênticos com os comentários de Teofilacto da Bulgária (século XI), enquanto os comentários sobre as paulinas constituem uma obra diferente, ainda que eles também contenham passagens com muitos paralelos em Teofilacto. Os primeiros manuscritos, porém, são mais antigos que ele, portanto não pode ser apenas uma atribuição falsa de sua obra. O que é provável é que Ecumênio tenha copiado André de Cesareia e foi, por sua vez, copiado por Teofilacto. A situação se complica ainda mais pelo fato de que entre os autores citados nestas obras, o nome do próprio Ecumênio aparece frequentemente. Por isso, a questão sobre a autenticidade da autoria de Ecumênio em todos os casos é muito difícil. Otto Bardenhewer duvida dela, por exemplo.
O comentário sobre as epístolas paulinas é uma solução de compromisso entre o tipo comum de comentário e uma cátena. A maior parte das explicações é dada sem referência e são, portanto, presumivelmente do autor, mas há também longos trechos de autores anteriores: Clemente de Alexandria, Eusébio de Cesareia, João Crisóstomo, Cirilo de Alexandria e, especialmente, Fócio. É nos trechos dele que Ecumênio é citado.
O comentário sobre o Apocalipse foi editado pela primeira vez por John Antony Cramer. Os outros três (sobre os Atos, as epístolas católicas e paulinas) por Donatus (Verona, 1532). Morellus (Paris, 1631) reeditou-os com uma tradução latina e é a sua edição que foi reproduzida por Migne na Patrologia Graeca (CXVIII-CIX). Todas estas edições se basearam em manuscritos incompletos.
A edição mais recente foi publicada por Marc De Groote em 1999 (na Traditio exegetica graeca 8, Leuven).

## Teologia

### Imaculada Conceição
Ecumênio é conhecido por ter sido um dos primeiros proponentes da ausência de pecado na Virgem Maria:
| “ | Ele chamou a mãe de Deus de uma "nuvem" sobre a qual ele está, honrando aquela que é sua mãe pela carne. Pois, de fato, Isaías previu-a desta forma, dizendo: «Eis! O Senhor está montado sobre uma nuvem ligeira e ele virá para o Egito; os ídolos do Egito estremecerão diante dele.» (Isaías 19:1). Interpretando esta profecia, Áquila diz que a nuvem é um "material leve". "Material", como eu vejo, por ela ser um ser humano e carne, e "leve" por sua pureza e falta de culpa e por que nenhum pecado lhe dá peso, mas também por causa de sua excelência e do caráter celestial de sua alma. | ” |
|   | — Comentário sobre o Apocalipse 14.14-16, Ecumênio. |   |